# Khanna (India)
Khanna is een nagar panchayat (plaats) in het district Ludhiana van de Indiase staat Punjab. 

## Demografie
Volgens de Indiase volkstelling van 2001 wonen er 103.059 mensen in Khanna, waarvan 54% mannelijk en 46% vrouwelijk is. De plaats heeft een alfabetiseringsgraad van 72%.